# Jordan Calloway
Jordan Calloway est un acteur américain, née le 18 octobre 1990 à Los Angeles[réf. nécessaire] en Californie.
Il est connu pour son rôle dans la série Allie Singer, mais aussi dans la série Riverdale. Il incarne aussi le rôle de Khalil Payne dans la série Black Lightning.
Depuis 2022, il joue le personnage de Jake Crawford dans Fire Country, aux côtés de Billy Burke, Diane Farr et Max Thieriot.